# Ordinal de Feferman-Schütte
Pour les articles homonymes, voir Feferman.
En mathématiques, et plus précisément en théorie des ensembles, l’ordinal de Feferman–Schütte, noté Γ0, est un grand ordinal dénombrable, étudié par Solomon Feferman et Kurt Schütte.

## Définition
L'ordinal de Feferman–Schütte est le plus petit ordinal qui ne peut être atteint à partir de 0 en utilisant seulement l'addition des ordinaux  et les fonctions de Veblen {\displaystyle \varphi _{\alpha }(\beta )}. Autrement dit, c'est le plus petit  α tel que {\displaystyle \varphi _{\alpha }(0)=\alpha }.
Il est généralement noté Γ0 (Gamma 0).

## Source de la traduction
- (en) Cet article est partiellement ou en totalité issu de l’article de Wikipédia en anglais intitulé « Feferman-Schütte ordinal » (voir la liste des auteurs).